# Centro San Ignacio
El Centro San Ignacio es un complejo arquitectónico venezolano de uso mixto, para comercios y oficinas, inaugurado en septiembre de 1998 y candidato al premio Mies van der Rohe en 1998. Se encuentra ubicado en La Castellana, municipio Chacao, Estado Miranda, Venezuela. Su construcción se llevó a cabo sobre los campos deportivos adyacentes al colegio jesuita del mismo nombre, entre comienzos de 1993 y finales de 1998. A partir de 2002, comenzó a ser administrado por el Fondo de Valores Inmobiliarios, desde 2024 esta siendo administrada por la empresa Administradora de Inmuebles JJM CA .

## Arquitectura

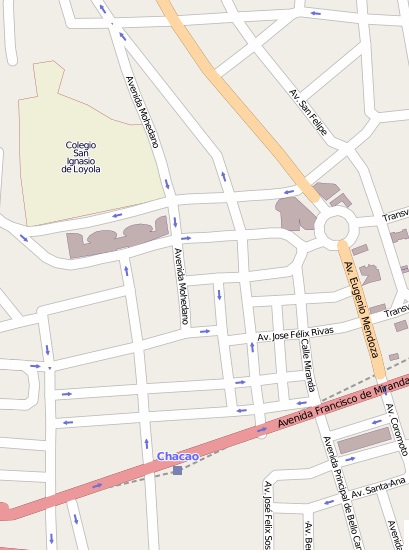
Localización del complejo frente al Colegio San Ignacio.

El diseño del complejo mixto Centro San Ignacio es obra de los arquitectos ganadores del Premio Nacional de Arquitectura de Venezuela Carlos Gómez de Llarena y Moisés Benacerraf. Por su diseño el Centro San Ignacio obtuvo el reconocimiento especial como arquitectura contemporánea latinoamericana en los premios Mies van der Rohe de 1998 convirtiéndose en una de las piezas urbanísticas moderna con mayor influencia en el perfil arquitectónico de la ciudad y entre las de mayor valor en Venezuela y de la ciudad de Caracas.
La forma exterior se diseñó con un concepto de diseño abierto con el objetivo de integrarla de forma homogénea a la trama residencial de sus alrededores. La infraestructura del centro cuenta con una plaza central, denominada Ávila, de cielo abierto, que suele servir de escenario de eventos, promociones, presentaciones, conciertos y actividades generales que se desarrollan con vista al parque nacional El Ávila. Alrededor de la plaza central se ubican corredores con quioscos, terrazas y zonas para exposiciones y actividades. En ambos extremos del conjunto se ubican dos torres comerciales para uso como oficinas y frente a ambas torres se encuentran cinco niveles estructurales para locales comerciales y cuatro niveles subterráneos de estacionamiento.
La estructura de Centro San Ignacio es abierta al sur para dar paso a la calle proveniente del casco urbano de Chacao, permitiendo la entrada al edificio desde esa zona. Esta puerta de entrada está enmarcada por dos torres, la Copérnico (oeste) y la Kepler (este), en donde se ubican las oficinas. La solución arquitectónica de servicios fue construir una nueva calle que rodea al complejo en su cara norte. El diseño interno incluye pérgolas, puentes, terrazas y vegetación (5.000 m² de área verde). El conjunto está revestido en ladrillo rojizo con rendijas cubiertas de aplicaciones de granito y metal. El vidrio ahumado también predomina en la estructura, principalmente en las dos torres de oficinas.

## Áreas comerciales y de oficinas

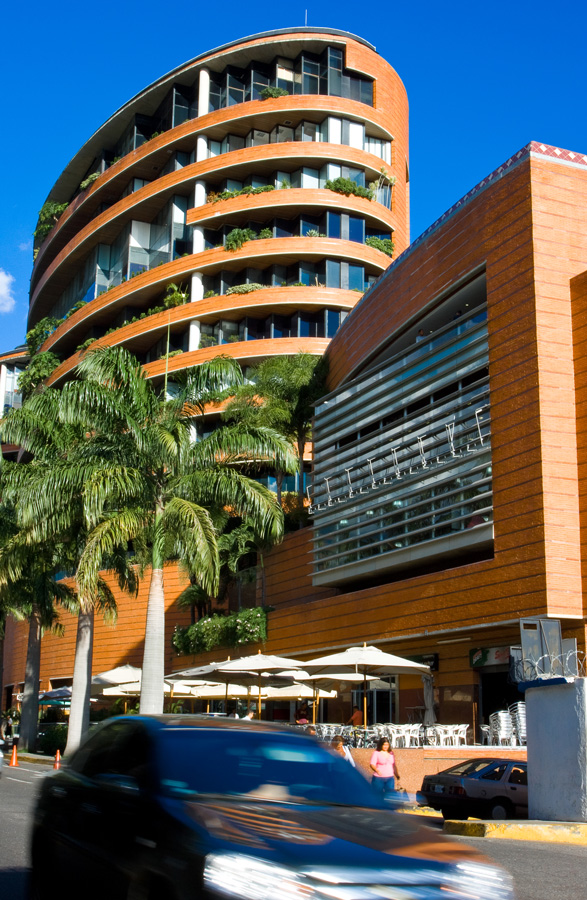
Vista diurna de la torre Copérnico.

El Centro San Ignacio está conformado por cinco niveles comerciales denominados Blandín, Chaguaramos, Jardín, Terraza y Vivero. Los niveles Chaguaramos y Blandín están conformados por terrazas abiertas, donde se ubican los locales relacionados con servicios de comida rápida, eventos deportivos, musicales y recreacionales, mientras que en los niveles Jardín y Terrazas se encuentran los locales relacionados con ventas de productos textiles, electrónica y de consumo general. En el nivel Vivero se ubican los restaurantes de variados estilos y en ella se encuentra además un complejo de cines de la cadena Cinex, que ofrece dos salas 3D, una sala VIP y cuatro salas convencionales.
Los sectores Las Vegas, Hollywood y Broadway, ubicados en el nivel Jardín, están conformados por locales comerciales artesanales y de diseñadores nacionales. Entre todos los niveles comerciales hay 24.800 m² de superficie distribuidos en más de 300 locales comerciales. El Centro San Ignacio cuenta también con una variada oferta gastronómica con acceso directo desde el exterior de la estructura.
El centro fue diseñado como una infraestructura de energía ecológica, pues gracias al diseño abierto no requiere de los sistemas de aire acondicionado y luminaria necesaria en los complejos cerrados. En el área empresarial, el centro dispone de 23.596 m² de oficinas en las torres Copérnico y Kepler, ocupadas en su mayoría por corporaciones, con un personal aproximado en el área de 3.000 personas entre técnicos y ejecutivos. El diseño del complejo cuenta con adaptaciones para facilitar la movilización de personas con discapacidad, incluidas las torres de oficinas y los cuatro niveles de sótanos del estacionamiento, gracias al uso de rampas, escaleras mecánicas y personal de ayuda autorizado.

## Visitantes, servicios y seguridad

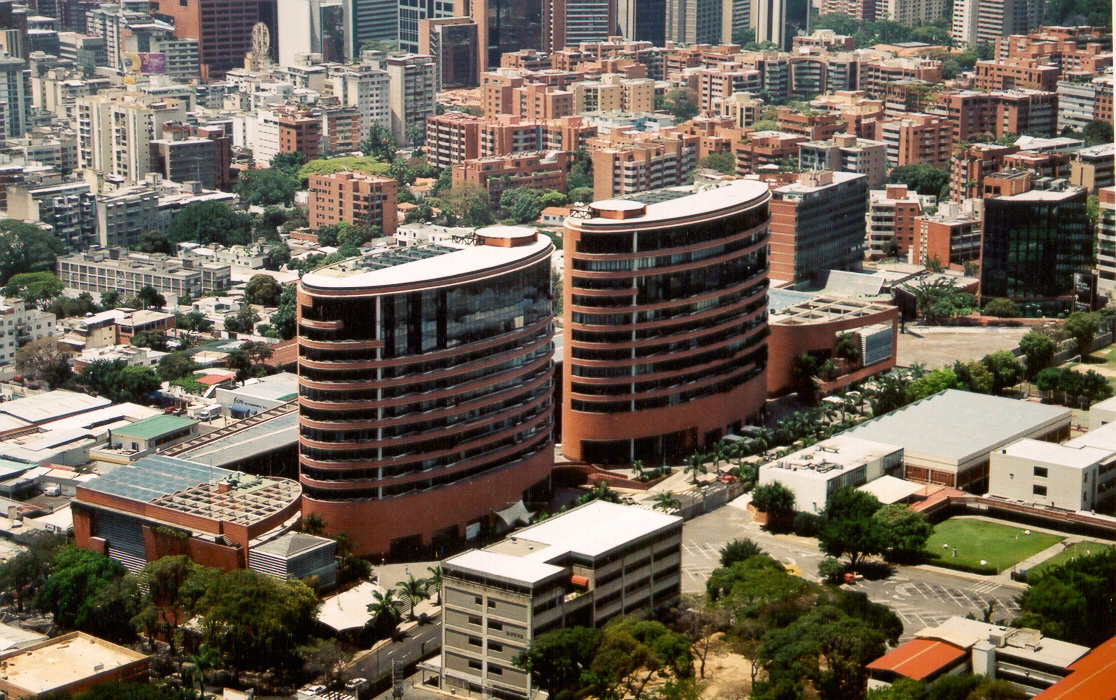
Vista aérea del complejo ubicado en el este del Municipio Chacao.

Según los datos estadísticos del mall, la principal área de afluencia del público, además de las zonas circundantes (28%), es también el este de la ciudad (16%), noreste (17%), sureste (13%), centro (12%), suroeste (6%), oeste (8%) y ciudades satélites (8%), siendo los incrementos de visitas anuales de alrededor del 10%, con un promedio de visitas por año cercano a los 10 millones en el año 2010, encontrándose entre los centros más visitados a nivel nacional. Después de su inauguración en 1998, el concepto del complejo ha variado de centro nocturno, a otro enfocado más hacia el entretenimiento, debido a la adopción y apertura de locales comerciales relacionados con marcas de consumo masivo.

Los servicios no comerciales del complejo tienen como fin el brindar información sobre locales, eventos, horarios e información adicional.
La estructura del Centro San Ignacio cuenta con cuatro niveles de estacionamiento, en donde están distribuidos más de 1800 puestos, de los cuales 28 son de uso prioritario para personas con algún tipo de discapacidad. El complejo cuenta con su propio servicio de transporte a través de una línea de taxis ubicados en la entrada al centro, identificables por el logo del complejo comercial en la parte superior de los vehículos como medida de seguridad.

La seguridad estructural del complejo se basa en un desarrollo constructivo antisísmico, y de protección contra incendios. La seguridad interior está enfocada en el concepto de mitigación de riesgos. El equipo de seguridad está basado en un Centro de Monitoreo y Control denominado Cecom que mantiene comunicación a través de equipos de control remoto con el personal encargado para intervenir en caso de presentarse situaciones de inseguridad. La base del complejo cuenta con un sistema de circuito cerrado de televisión (CCTV), una plantilla de oficiales encargados de atender el anillo comercial y el estacionamiento, sistemas de botones de pánico en el comercio, detectores de metales y de movimiento para las torres de oficinas y algunos espacios del comercio, además de informar y trabajar en conjunto con las autoridades municipales y nacionales de seguridad.

## Galería histórica de imágenes

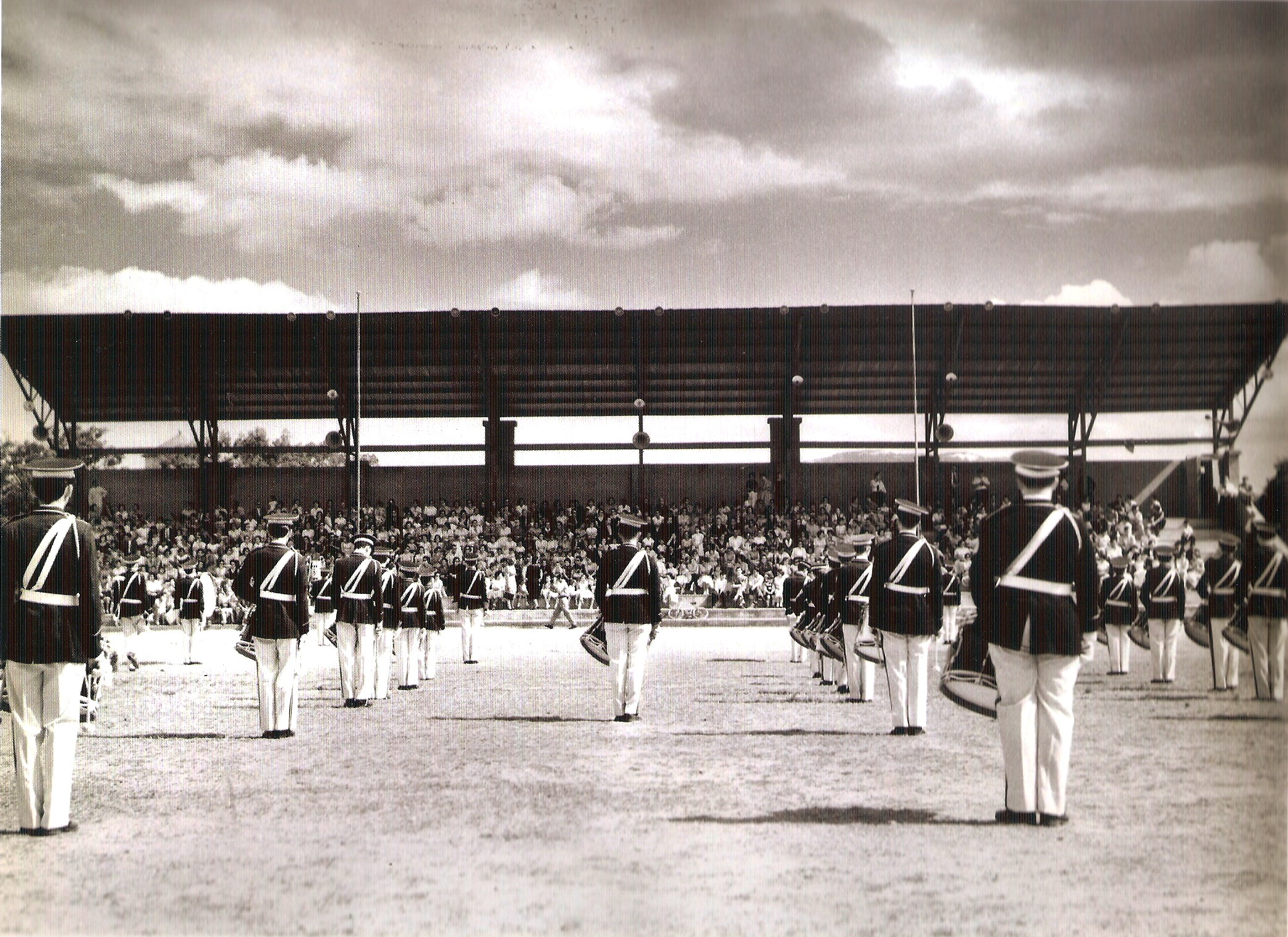
Terreno de juegos deportivos del colegio San Ignacio en 1951, previo a la construcción del Complejo.
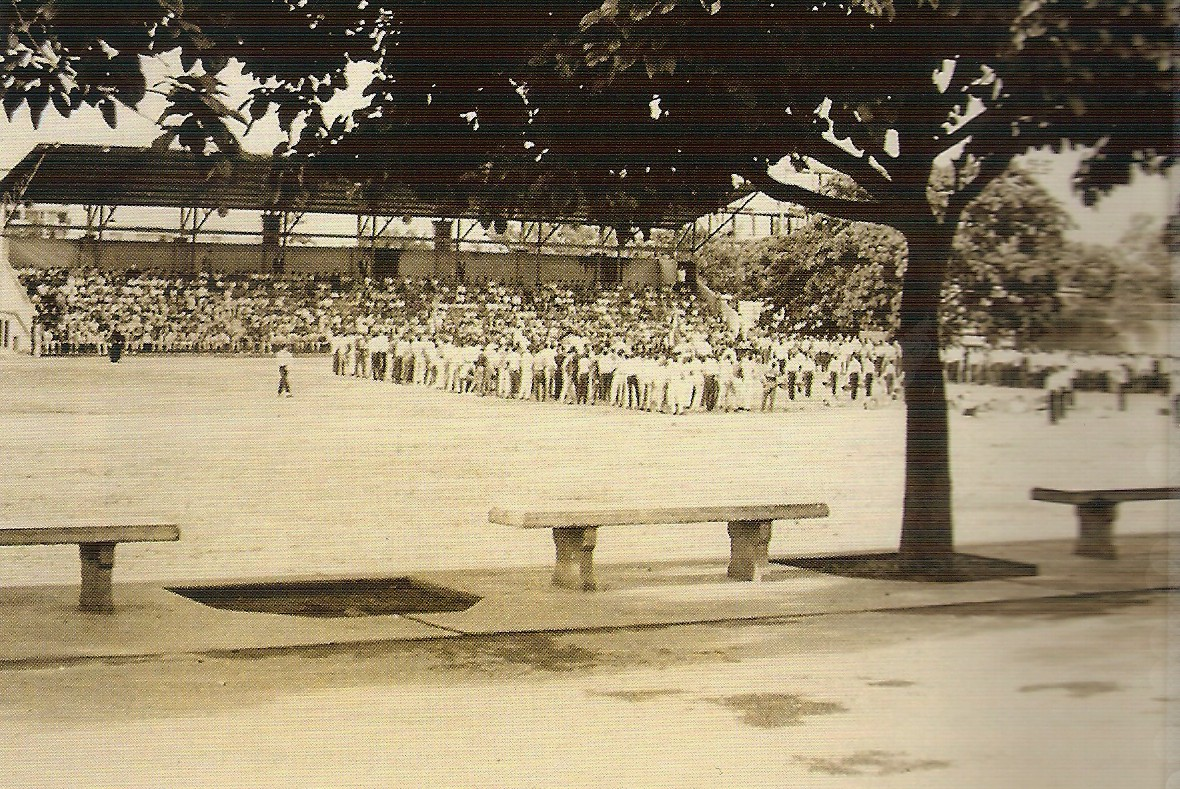
Las gradas del antiguo campo deportivo del colegio San Ignacio.
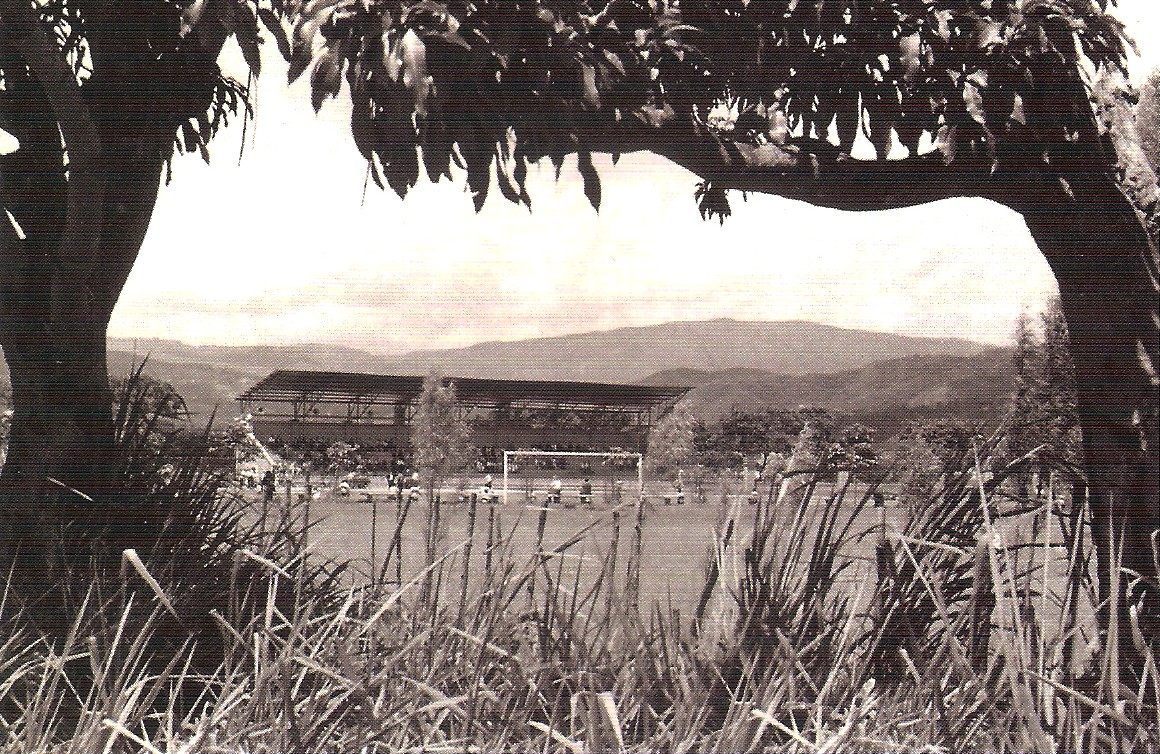
Vista del terreno luego de su cierre como centro de actividades deportivas.
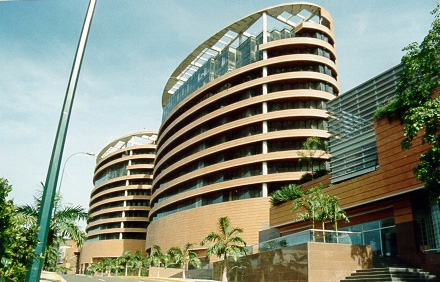
Vista del Centro San Ignacio después de su inauguración en 1998.
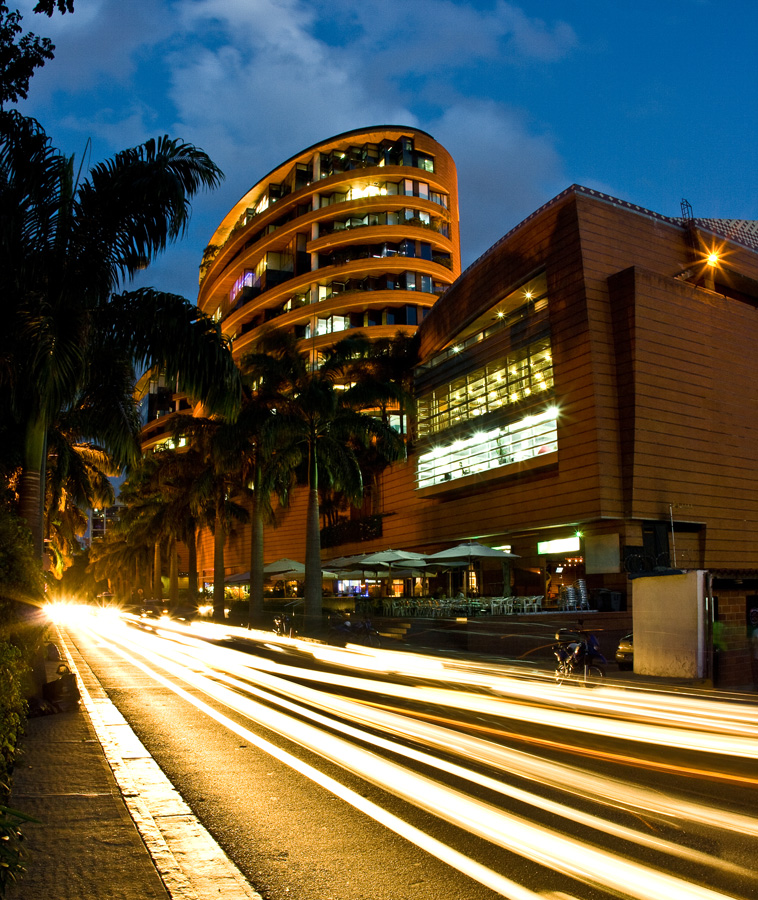
Vista actual del complejo desde la avenida Los Chaguaramos.